# باویتلسباخ (واین‌اشتات)
باویتلسباخ (به آلمانی: Beutelsbach) یک منطقهٔ مسکونی در آلمان است که در واین‌اشتات واقع شده‌است. باویتلسباخ ۸٬۴۶۴ نفر جمعیت دارد.